# Сараф
Сараф (вариант названия Санаторий)— село в Тляратинском районе Дагестана. Входит в состав сельского поселения сельсовет Чадаколобский.

## География
Расположено в 10 км к северу от районного центра — села Тлярата, на реке Сараор.

## Население
| 1970 | 1989 | 2002 | 2010 | 2021 |
| ---- | ---- | ---- | ---- | ---- |
| 75   | ↘15  | ↗96  | ↘54  | ↗148 |